# La joia tour
La joia tour è stato il secondo tour musicale della cantante spagnola Bad Gyal, a supporto del suo primo album in studio La joia (2024).

## Date del tour
| Data                 | Città                      | Stato       | Luogo                                 |
| Europa               | Europa                     | Europa      | Europa                                |
| -------------------- | -------------------------- | ----------- | ------------------------------------- |
| 22 maggio 2022       | Viladecans                 | Spagna      | Auditorio Atrium                      |
| 26 maggio 2022       | Pamplona                   | Spagna      | Zentral                               |
| 28 maggio 2022       | Londra                     | Regno Unito | Electric Brixton                      |
| 2 giugno 2022        | Barcellona                 | Spagna      | Parc del Fòrum                        |
| 9 giugno 2022        | Barcellona                 | Spagna      | Parc del Fòrum                        |
| 11 giugno 2022       | Porto                      | Portogallo  | Parque da Cidade                      |
| 19 giugno 2022       | Palma di Maiorca           | Spagna      | Son Fusteret                          |
| 2 luglio 2022        | Tarragona                  | Spagna      | Tarraco Arena                         |
| 8 luglio 2022        | Gerona                     | Spagna      | Stadio Montilivi                      |
| 9 luglio 2022        | Valencia                   | Spagna      | Ciutat de les Arts i les Ciències     |
| 16 luglio 2022       | Torremolinos               | Spagna      | Recinto Ferial de Torremolinos        |
| 21 luglio 2022       | Barbate                    | Spagna      | Puerto de Barbate                     |
| 23 luglio 2022       | Llanera                    | Spagna      | Aeródromo de La Morgal                |
| 30 luglio 2022       | La Coruña                  | Spagna      | Expocoruña                            |
| 5 agosto 2022        | El Puerto de Santa María   | Spagna      | Recinto Ferial de Las Banderas        |
| 7 agosto 2022        | Burriana                   | Spagna      | Playa El Arenal                       |
| 13 agosto 2022       | Budapest                   | Ungheria    | Isola Hajógyári                       |
| 19 agosto 2022       | Benidorm                   | Spagna      | Ciudad Deportiva Guillermo Amor       |
| Nord America         |                            |             |                                       |
| 9 settembre 2022     | New York                   | Stati Uniti | Elsewhere                             |
| 16 settembre de 2022 | Los Angeles                | Stati Uniti | Echoplex                              |
| 18 settembre 2022    | Los Angeles                | Stati Uniti | Los Angeles State Historic Park       |
| Europa               |                            |             |                                       |
| 8 ottobre 2022       | Cáceres                    | Spagna      | Recinto Hípico                        |
| 14 ottobre 2022      | Saragozza                  | Spagna      | Espacio ZITY                          |
| America Latina       |                            |             |                                       |
| 4 novembre 2022      | São Paulo                  | Brasile     | Audio Club                            |
| 6 novembre 2022      | São Paulo                  | Brasile     | Anhembi Parque                        |
| 10 novembre 2022     | Santiago del Cile          | Cile        | Teatro Coliseo                        |
| 12 novembre 2022     | Santiago del Cile          | Cile        | Parque Bicentenario                   |
| 13 novembre 2022     | Buenos Aires               | Argentina   | Parque de los Niños                   |
| 27 novembre 2022     | Città del Messico          | Messico     | Autodromo Hermanos Rodríguez          |
| 30 novembre 2022     | Città del Messico          | Messico     | Auditorio BB                          |
| 2 dicembre 2022      | Monterrey                  | Messico     | Parque Fundidora                      |
| Europa               |                            |             |                                       |
| 11 febbraio 2023     | Barcellona                 | Spagna      | Palau Sant Jordi                      |
| 17 febbraio 2023     | Madrid                     | Spagna      | WiZink Center                         |
| 7 aprile 2023        | Alicante                   | Spagna      | Multiespacio Rabasa                   |
| 18 maggio 2023       | Calvià                     | Spagna      | Antiguo Aquapark Calvià               |
| 3 giugno 2023        | Simancas                   | Spagna      | Installacions Esportives Los Pinos    |
| 10 giugno 2023       | Madrid                     | Spagna      | Ciudad del Rock                       |
| 17 giugno 2023       | Barcellona                 | Spagna      | Fira Gran Via                         |
| 24 giugno 2023       | Las Palmas de Gran Canaria | Spagna      | Stadio di Gran Canaria                |
| 1º luglio 2023       | Roquetas de Mar            | Spagna      | Recinto Ferial de Roquetas de Mar     |
| 6 luglio 2023        | Frauenfeld                 | Svizzera    | Frauenfeld Allmend                    |
| 8 luglio 2023        | Úbeda                      | Spagna      | Recinto Ferial de Úbeda               |
| 15 luglio 2023       | Caldas de Reis             | Spagna      | Azucreira de Portas                   |
| 20 luglio 2023       | Llanera                    | Spagna      | Aeródromo de La Morgal                |
| 22 luglio 2023       | Murcia                     | Spagna      | Plaza de Toros de La Condomina        |
| 10 agosto 2023       | Viga                       | Spagna      | Parque de Castrelos                   |
| 12 agosto 2023       | Fuengirola                 | Spagna      | Marenostrum Fuengirola                |
| 15 agosto 2023       | Chiclana de la Frontera    | Spagna      | Poblat de Sancti Petri                |
| 19 agosto 2023       | Alicante                   | Spagna      | Recinto Ferial Rabasa                 |
| 2 settembre 2023     | Salamanca                  | Spagna      | Espacio Más                           |
| 8 settembre 2023     | Mairena del Aljarafe       | Spagna      | Centro Hípico de Mairena del Aljarafe |
| America Latina       |                            |             |                                       |
| 13 ottobre 2023      | Città del Messico          | Messico     | Pepsi Center                          |
| Europa               |                            |             |                                       |
| 3 novembre 2023      | Oslo                       | Norvegia    | Rockefeller Music Hall                |
| America Latina       |                            |             |                                       |
| 18 novembre 2023     | San Juan                   | Porto Rico  | Balneari de Carolina                  |
| 30 novembre 2023     | Santiago del Cile          | Cile        | Movistar Arena                        |
| 2 dicembre 2023      | Lima                       | Perú        | Teatre Leguía                         |
| 7 dicembre 2023      | Buenos Aires               | Argentina   | C Complejo Art Media                  |
| 8 dicembre 2023      | Buenos Aires               | Argentina   | C Complejo Art Media                  |
| Europa               |                            |             |                                       |
| 2 febbraio 2024      | Saragozza                  | Spagna      | Pabellón Príncipe Felipe              |
| 9 febbraio 2024      | Barcellona                 | Spagna      | Palau Sant Jordi                      |
| 17 febbraio 2024     | La Coruña                  | Spagna      | Coliseum da Coruña                    |
| 16 marzo 2024        | Bilbao                     | Spagna      | Bilbao Arena                          |
| America Latina       |                            |             |                                       |
| 21 marzo 2024        | Bogotá                     | Colombia    | Parque Simón Bolívar                  |
| 24 marzo 2024        | Città del Messico          | Messico     | Parque Bicentenario                   |
| Europa               |                            |             |                                       |
| 6 aprile 2024        | Madrid                     | Spagna      | WiZink Center                         |
| 7 aprile 2024        | Madrid                     | Spagna      | WiZink Center                         |
| 12 aprile 2024       | Valencia                   | Spagna      | Plaza de toros di Valencia            |
| 13 aprile 2024       | Granada                    | Spagna      | Plaza de toros di Granada             |
| 3 maggio 2024        | Londra                     | Regno Unito | O2 Forum Kentish Town                 |
| 3 maggio 2024        | Parigi                     | Francia     | Salle Pleyel                          |
| Nord America         |                            |             |                                       |
| 24 maggio 2024       | New York City              | Stati Uniti | Avant Gardner                         |
| 26 maggio 2024       | Chicago                    | Stati Uniti | Grant Park                            |
| 30 maggio 2024       | San Francisco              | Stati Uniti | The Midway                            |
| 1º giugno 2024       | Los Angeles                | Stati Uniti | The Novo                              |
| 6 giugno 2024        | Miami Beach                | Stati Uniti | LIV                                   |
| Europa               |                            |             |                                       |
| 28 giugno 2024       | Amsterdam                  | Paesi Bassi | N1 Park                               |
| 29 giugno 2024       | Bruxelles                  | Belgio      | Atomiumsquare                         |
| 6 luglio 2024        | Roskilde                   | Danimarca   | Dyrskuepladsen                        |
| Nord America         |                            |             |                                       |
| 19 ottobre 2024      | Miami                      | Stati Uniti | Mana Wynwood Convention Center        |